# Striatosphaeria codinaeaphora
Striatosphaeria codinaeaphora är en svampart som beskrevs av Samuels & E. Müll. 1979. Striatosphaeria codinaeaphora ingår i släktet Striatosphaeria och familjen Chaetosphaeriaceae.   Inga underarter finns listade i Catalogue of Life.